# National League w piłce siatkowej mężczyzn (2012/2013)
NIVA Men’s National League 2012/2013 - rozgrywki o mistrzostwo Irlandii Północnej w sezonie 2012/2013 organizowane przez Północnoirlandzki Związek Piłki Siatkowej (ang. Northern Ireland Volleyball Association, NIVA). Zainaugurowane zostały 15 października 2012 roku i trwały do 27 kwietnia 2013 roku. 
W sezonie 2012/2013 żaden klub z Irlandii Północnej nie brał udziału w europejskich pucharach.

## System rozgrywek
6 drużyn rozegrało ze sobą systemem każdy z każdym po 3 mecze. Zespół, który po rozegraniu wszystkich meczów zdobył największą liczbę punktów, został mistrzem Irlandii Północnej.

## Drużyny uczestniczące
| | NIVA Men’s National League 2012/2013 |   |
| --- | ------------------------------------ | - |
| RAI | Richhill Raiders                     | 1 |
| BLZ | Ballymoney Blaze                     | 2 |
| ULS | Ulster Jordanstown                   | 3 |
| QUB | Queen's University Belfast           | 4 |
| LIS | Lisburn Lynx                         | 5 |
| | Nowi uczestnicy                      |   |
| BSH | Bangor Sharks                        | - |
| Oznaczenia: - kolumna pierwsza – skróty nazw drużyn wpisane na mapie (jeśli ta została zamieszczona), - kolumna trzecia – miejsce zajęte przez daną drużynę w poprzednim sezonie. |                                      |   |

## Hale sportowe
| Klub                       | Hala sportowa                                | Miejscowość |
| -------------------------- | -------------------------------------------- | ----------- |
| Ballymoney Blaze           | Dalriada School                              | Ballymoney  |
| Bangor Sharks              | Aurora Leisure Centre                        | Bangor      |
| Lisburn Lynx               | Laurelhill Community College                 | Lisburn     |
| Queen's University Belfast | Queen’s University Physical Education Centre | Belfast     |
| Richhill Raiders           | Richhill Recreation Centre                   | Richhill    |
| Ulster Jordanstown         | University of Ulster                         | Jordanstown |

## Faza zasadnicza

### Tabela wyników
| Gospodarz \ Gość1          | RAI | BLZ | ULS | QUB | LIS | BSH |
| Richhill Raiders           |     | 3:1 | 3:1 | 3:1 | 3:0 | 3:1 |
| Ballymoney Blaze           | 3:2 |     | 3:2 | 3:0 | 3:0 | 3:1 |
| Ulster Jordanstown         | 3:1 | 2:3 |     | 3:2 | 3:0 | 3:1 |
| Queen's University Belfast | 0:3 | 2:3 | 3:1 |     | 3:0 | 2:3 |
| Lisburn Lynx               | 0:3 | 0:3 | 0:3 | 0:3 |     | 0:3 |
| Bangor Sharks              | 0:3 | 2:3 | 3:1 | 3:0 | 3:0 |     |

| Gospodarz \ Gość1          | RAI | BLZ | ULS | QUB | LIS | BSH |
| Richhill Raiders           |     | 3:0 | 3:0 |     |     | 3:0 |
| Ballymoney Blaze           |     |     |     | 3:1 | 3:0 | 3:0 |
| Ulster Jordanstown         |     | 2:3 |     | 3:2 |     |     |
| Queen's University Belfast | 0:3 |     |     |     | 3:0 |     |
| Lisburn Lynx               | 0:3 |     | 0:3 |     |     | 0:3 |
| Bangor Sharks              |     |     | 0:3 | 0:3 |     |     |

### Terminarz i wyniki spotkań
| Data        | Godz. | Gospodarz                  | Rezultat                                | Gość                       |
| ----------- | ----- | -------------------------- | --------------------------------------- | -------------------------- |
| 1. KOLEJKA  |       |                            |                                         |                            |
| 15.10.2012  | 19:00 | Ballymoney Blaze           | 3:0 (25:11, 25:19, 25:22)               | Queen's University Belfast |
| 19.10.2012  | 20:00 | Richhill Raiders           | 3:1 (23:25, 25:23, 25:13, 25:23)        | Bangor Sharks              |
| 27.10.2012  | 20:00 | Lisburn Lynx               | 0:3 (9:25, 18:25, 15:25)                | Ulster Jordanstown         |
| 2. KOLEJKA  |       |                            |                                         |                            |
| 07.11.2012  | 18:30 | Queen's University Belfast | 3:0 (25:9, 25:15, 25:19)                | Lisburn Lynx               |
| 09.11.2012  | 19:00 | Richhill Raiders           | 3:1 (25:13, 22:25, 25:21, 25:20)        | Ballymoney Blaze           |
| 09.11.2012  | 20:00 | Bangor Sharks              | 3:1 (19:25, 25:22, 25:22, 25:20)        | Ulster Jordanstown         |
| 3. KOLEJKA  |       |                            |                                         |                            |
| 12.11.2012  | 19:00 | Ulster Jordanstown         | 3:2 (25:13, 22:25, 25:20, 18:25, 15:10) | Queen's University Belfast |
| 14.11.2012  | 19:00 | Ballymoney Blaze           | 3:1 (26:24, 25:16, 30:32, 25:23)        | Bangor Sharks              |
| 17.11.2012  | 14:00 | Lisburn Lynx               | 0:3 (16:25, 16:25, 22:25)               | Richhill Raiders           |
| 4. KOLEJKA  |       |                            |                                         |                            |
| 26.11.2012  | 19:00 | Ballymoney Blaze           | 3:0 (25:0, 25:0, 25:0)                  | Lisburn Lynx               |
| 30.11.2012  | 19:00 | Richhill Raiders           | 3:1 (23:25, 25:11, 25:16, 25:21)        | Ulster Jordanstown         |
| 30.11.2012  | 19:30 | Bangor Sharks              | 3:0 (25:16, 25:21, 25:20)               | Queen's University Belfast |
| 5. KOLEJKA  |       |                            |                                         |                            |
| 03.12.2012  | 20:00 | Ulster Jordanstown         | 2:3 (19:25, 25:18, 11:25, 25:20, 13:15) | Ballymoney Blaze           |
| 05.12.2012  | 19:30 | Queen's University Belfast | 0:3 (18:25, 18:25, 20:25)               | Richhill Raiders           |
| 08.12.2012  | 14:00 | Lisburn Lynx               | 0:3 (19:25, 19:25, 19:25)               | Bangor Sharks              |
| 6. KOLEJKA  |       |                            |                                         |                            |
| 10.12.2012  | 20:00 | Ulster Jordanstown         | 3:0 (25:18, 25:13, 25:11)               | Lisburn Lynx               |
| 12.12.2012  | 19:30 | Queen's University Belfast | 2:3 (24:26, 11:25, 25:11, 25:20, 11:15) | Ballymoney Blaze           |
| 14.12.2012  | 19:30 | Bangor Sharks              | 0:3 (0:25, 0:25, 0:25)                  | Richhill Raiders           |
| 7. KOLEJKA  |       |                            |                                         |                            |
| 26.03.2013  | 14:00 | Lisburn Lynx               | 0:3 (18:25, 18:25, 17:25)               | Queen's University Belfast |
| 13.02.2013  | 19:00 | Ballymoney Blaze           | 3:2 (18:25, 16:25, 25:21, 25:15, 15:11) | Richhill Raiders           |
| 21.01.2013  | 20:00 | Ulster Jordanstown         | 3:1 (25:12, 25:18, 21:25, 25:17)        | Bangor Sharks              |
| 8. KOLEJKA  |       |                            |                                         |                            |
| 30.01.2013  | 19:30 | Queen's University Belfast | 3:1 (0:25, 25:19, 25:23, 30:28)         | Ulster Jordanstown         |
| 01.02.2013  | 19:00 | Richhill Raiders           | 3:0 (25:0, 25:0, 25:0)                  | Lisburn Lynx               |
| 22.02.2013  | 19:30 | Bangor Sharks              | 2:3 (18:25, 31:29, 25:22, 24:26, 1:15)  | Ballymoney Blaze           |
| 9. KOLEJKA  |       |                            |                                         |                            |
| 04.02.2013  | 20:00 | Ulster Jordanstown         | 3:1 (25:21, 25:21, 21:25, 28:26)        | Richhill Raiders           |
| 06.02.2013  | 19:30 | Queen's University Belfast | 2:3 (18:25, 15:25, 27:25, 25:18, 13:15) | Bangor Sharks              |
| 09.02.2013  | 14:00 | Lisburn Lynx               | 0:3 (19:25, 17:25, 22:25)               | Ballymoney Blaze           |
| 10. KOLEJKA |       |                            |                                         |                            |
| 15.02.2013  | 19:30 | Bangor Sharks              | 3:0 (25:0, 25:0, 25:0)                  | Lisburn Lynx               |
| 18.02.2013  | 19:00 | Ballymoney Blaze           | 3:2 (18:25, 25:23, 23:25, 25:20, 15:4)  | Ulster Jordanstown         |
| 22.02.2013  | 19:00 | Richhill Raiders           | 3:1 (24:26, 25:14, 25:16, 25:14)        | Queen's University Belfast |
| 11. KOLEJKA |       |                            |                                         |                            |
| 11.03.2013  | 19:00 | Ballymoney Blaze           | 3:1 (25:22, 24:26, 25:18, 25:16)        | Queen's University Belfast |
| 01.03.2013  | 19:00 | Richhill Raiders           | 3:0 (25:17, 25:19, 25:20)               | Bangor Sharks              |
| 02.03.2013  | 14:00 | Lisburn Lynx               | 0:3 (20:25, 18:25, 17:25)               | Ulster Jordanstown         |
| 12. KOLEJKA |       |                            |                                         |                            |
| 06.03.2013  | 19:30 | Queen's University Belfast | 3:0 (25:22, 25:10, 25:23)               | Lisburn Lynx               |
| 08.03.2013  | 19:30 | Bangor Sharks              | 0:3 (0:25, 0:25, 0:25)                  | Ulster Jordanstown         |
| 15.03.2013  | 19:00 | Richhill Raiders           | 3:0 (25:19, 25:17, 25:20)               | Ballymoney Blaze           |
| 13. KOLEJKA |       |                            |                                         |                            |
| 16.04.2013  | 14:00 | Lisburn Lynx               | 0:3 (9:25, 12:25, 15:25)                | Richhill Raiders           |
| 08.04.2013  | 19:00 | Ballymoney Blaze           | 3:0 (25:23, 25:19, 25:12)               | Bangor Sharks              |
| 25.03.2013  | 20:00 | Ulster Jordanstown         | 3:2 (20:25, 16:25, 25:14, 25:13, 15:12) | Queen's University Belfast |
| 14. KOLEJKA |       |                            |                                         |                            |
| 12.04.2013  | 19:00 | Richhill Raiders           | 3:0 (25:16, 25:19, 25:17)               | Ulster Jordanstown         |
| 12.04.2013  | 19:30 | Bangor Sharks              | 0:3 (0:25, 0:25, 0:25)                  | Queen's University Belfast |
| 15.04.2013  | 19:00 | Ballymoney Blaze           | 3:0 (25:0, 25:0, 25:0)                  | Lisburn Lynx               |
| 15. KOLEJKA |       |                            |                                         |                            |
| 22.04.2013  | 20:00 | Ulster Jordanstown         | 2:3 (25:21, 22:25, 25:22, 23:25, 12:15) | Ballymoney Blaze           |
| 24.04.2013  | 19:30 | Queen's University Belfast | 0:3 (0:25, 0:25, 0:25)                  | Richhill Raiders           |
| 27.04.2013  | 14:00 | Lisburn Lynx               | 0:3 (0:25, 0:25, 0:25)                  | Bangor Sharks              |

### Tabela
| Lp. | Drużyna                    | Pkt | Mecze | Mecze | Mecze | Rodzaj wyniku | Rodzaj wyniku | Rodzaj wyniku | Rodzaj wyniku | Rodzaj wyniku | Rodzaj wyniku | Sety | Sety | Sety  | Małe punkty | Małe punkty | Małe punkty |
| Lp. | Drużyna                    | Pkt | M     | W     | P     | 3:0           | 3:1           | 3:2           | 2:3           | 1:3           | 0:3           | wyg. | prz. | stos. | zdob.       | str.        | stos.       |
| --- | -------------------------- | --- | ----- | ----- | ----- | ------------- | ------------- | ------------- | ------------- | ------------- | ------------- | ---- | ---- | ----- | ----------- | ----------- | ----------- |
| 1   | Richhill Raiders           | 40  | 15    | 13    | 2     | 9             | 4             | 0             | 1             | 1             | 0             | 42   | 10   | 4.2   | 1257        | 814         | 1.544       |
| 2   | Ballymoney Blaze           | 33  | 15    | 13    | 2     | 5             | 2             | 6             | 0             | 1             | 1             | 40   | 20   | 2     | 1345        | 1102        | 1.221       |
| 3   | Ulster Jordanstown         | 25  | 15    | 8     | 7     | 4             | 2             | 2             | 3             | 3             | 1             | 33   | 27   | 1.222 | 1307        | 1150        | 1.137       |
| 4   | Queen's University Belfast | 19  | 15    | 5     | 10    | 4             | 1             | 0             | 4             | 2             | 4             | 25   | 31   | 0.806 | 1073        | 1155        | 0.929       |
| 5   | Bangor Sharks              | 171 | 15    | 6     | 9     | 4             | 1             | 1             | 1             | 3             | 5             | 23   | 30   | 0.767 | 962         | 1093        | 0.88        |
| 6   | Lisburn Lynx               | -32 | 15    | 0     | 15    | 0             | 0             | 0             | 0             | 0             | 15            | 0    | 45   | 0     | 495         | 1125        | 0.44        |

Źródło: nivb.com
Punktacja: 3:0 i 3:1 – 3 pkt; 3:2 – 2 pkt; 2:3 – 1 pkt; 1:3 i 0:3 – 0 pkt
Zasady ustalania kolejności: 1. liczba punktów; 2. liczba zwycięstw; 3. stosunek setów; 4. stosunek małych punktów
1 Klub Bangor Sharks ukarany został odjęciem 1 punktu za oddanie meczu walkowerem.
2 Klub Lisburn Lynx ukarany został odjęciem 3 punktów za oddanie trzech meczów walkowerem.
     spadek do First Division

## Klasyfikacja końcowa
| Lp. | Drużyna                    |
| --- | -------------------------- |
| 1   | Richhill Raiders           |
| 2   | Ballymoney Blaze           |
| 3   | Ulster Jordanstown         |
| 4   | Queen's University Belfast |
| 5   | Bangor Sharks              |
| 6   | Lisburn Lynx               |

     spadek do First Division

## Statystyki, varia

### Sety, małe punkty
| Kolejka | Sety | Średnio na mecz | Małe punkty | Średnio na set |
| ------- | ---- | --------------- | ----------- | -------------- |
| 1       | 10   | 3,33            | 426         | 42,60          |
| 2       | 11   | 3,67            | 477         | 43,36          |
| 3       | 12   | 4,00            | 528         | 44,00          |
| 4       | 10   | 3,33            | 378         | 37,80          |
| 5       | 11   | 3,67            | 459         | 41,73          |
| 6       | 11   | 3,67            | 385         | 35,00          |
| 7       | 12   | 4,00            | 492         | 41,00          |
| 8       | 12   | 4,00            | 466         | 38,83          |
| 9       | 12   | 4,00            | 531         | 44,25          |
| 10      | 12   | 4,00            | 447         | 37,25          |
| 11      | 10   | 3,33            | 442         | 44,20          |
| 12      | 9    | 3,00            | 336         | 37,33          |
| 13      | 11   | 3,67            | 430         | 39,09          |
| 14      | 9    | 3,00            | 277         | 30,78          |
| 15      | 11   | 3,67            | 365         | 30,42          |
| Razem   | 163  | 3,62            | 6439        | 39,50          |